# 煮ごめ
煮ごめ（にごめ）は広島県の広島湾沿岸～芸北地域で作られる郷土料理を指す。後述する如く精進料理の一つでもある。

## 概要
- 野菜の煮物で、必ず小豆が入っている。他の地域ではいとこ煮とか煮入れとも呼ばれる（ただし隣県の山口県では「いとこ煮」というと別の食べ物になる。当該項目参照）。
- 親鸞の命日の前日である1月15日（御逮夜・おたんや）前後の3日間にわたって食べる。
- これを食べて、体が温まったところで寺へお参りに行くのが安芸門徒（安芸地方を中心とする浄土真宗本願寺派の信徒）の習わしであった。
- このような宗教的理由から、肉や魚介類などのいわゆる「生臭もの」は使わない。

## 作り方
- 材料は小豆、大根、人参、蓮根、里芋、ゴボウ、厚揚げ、干し椎茸、蒟蒻。
- 調味料は昆布で出汁を取り、砂糖、塩、醤油で味を調える。また、干し椎茸の戻し汁は出汁に加える。
- 小豆以外の材料は1cm角程度に切り、厚揚げは熱湯にくぐらせて油抜きをする。これらの材料をさっと下ゆでする。
- 小豆は一晩水に漬けておいて、一旦茹でて柔らかくする。小豆の量は他の野菜の半分程度がベスト。
- 大鍋に昆布出汁、干し椎茸の戻し汁を加えて、材料を煮込み、先述の調味料で味を調える。家によっては、味噌仕立てにするところもある。

## その他
- 食べていく内に、具が残り少なくなると、焼いた餅を入れて食べる地方もある。